# Acacia breviracemosa
Acacia breviracemosa é uma espécie de leguminosa do gênero Acacia, pertencente à família Fabaceae.